# Azumapecten ruschenbergerii
Azumapecten ruschenbergerii is een tweekleppigensoort uit de familie van de Pectinidae. De wetenschappelijke naam van de soort is voor het eerst geldig gepubliceerd in 1869 door Tryon.